# Tropicoqueta
Tropicoqueta è il quinto album in studio della cantante colombiana Karol G, pubblicato il 20 giugno 2025 dalla Interscope Records e Bichota Records.

## Antefatti e descrizione
Successivamente alla pubblicazione del quarto album in studio Mañana será bonito e alla conclusione del tour promozionale Mañana será bonito Tour nel 2024, durante il quel la cantante ha iniziato a registrare e scrivere brani per un nuovo progetto discografico:
Il progetto vede la partecipazione di numerosi autori e produttori, tra cui Pharrell Williams, Tainy, Nina Sky, Marco Antonio Solís, Manu Chao, Andrew Ridgeley e Alejandro Ramírez

## Promozione
Il primo singolo Si antes te hubiera conocido è stato pubblicato il 21 giugno 2024. Il secondo singolo, Latina foreva, è stato pubblicato il 22 maggio 2025.

## Tracce
1. La reina presente – 0:54
2. Ivonny bonita – 3:42
3. Papasito – 2:47
4. Latina foreva – 2:39
5. Dile Luna (con Eddy Lover) – 3:07
6. Cuando me muera te olvido – 2:34
7. Coleccionando heridas (con Marco Antonio Solís) – 3:24
8. Un gatito me llamó – 2:02
9. Amiga mía (con Greeicy) – 3:44
10. Bandida entrenada – 2:15
11. Ese hombre es malo – 3:40
12. A su boca la amo (Interlude) – 1:16
13. Verano rosa (con Feid) – 3:30
14. No puedo vivir sin él – 3:38
15. Tu perfume – 3:03
16. FKN Movie (con Mariah Angeliq) – 2:59
17. Se puso linda – 2:26
18. Viajando por el mundo (con Manu Chao) – 4:28
19. Si antes te hubiera conocido – 3:15
20. Tropicoqueta – 2:35

## Classifiche

### Classifiche settimanali
| Classifica (2025) | Posizione massima |
| ----------------- | ----------------- |
| Belgio (Fiandre)  | 65                |
| Belgio (Vallonia) | 45                |
| Canada            | 23                |
| Francia           | 55                |
| Italia            | 42                |
| Paesi Bassi       | 30                |
| Portogallo        | 9                 |
| Spagna            | 1                 |
| Stati Uniti       | 3                 |
| Svizzera          | 2                 |